# Emydura victoriae
Espèce
Synonymes
- Hydraspis victoriae Gray, 1842

Emydura victoriae est une espèce de tortues de la famille des Chelidae.

## Distribution
Cette espèce est endémique d'Australie. Elle se rencontre dans le Territoire du Nord et dans le nord de l'Australie-Occidentale.
Elle vit dans des cours d’eau, des étangs ou des billabongs.

## Étymologie
Cette espèce est nommée en référence au lieu de sa découverte, la rivière Victoria.

## Publication originale
- Gray, 1842 : Description of some hitherto unrecorded species of Australian reptiles and batrachians. Zoological Miscellany, vol. 2, p. 51-57 (texte intégral).